# مركز الفنون للإنتاج الفني
مركز الفنون هي شركة للإنتاج الفني والتوزيع أسسها الفنان عبد الحسين عبد الرضا في عام 1979 وهي متخصصة في إنتاج وتوزيع الأعمال الفنية التلفزيونية والمسرحية من «مسلسلات» و«مسرحيات» وغيرها من الأعمال. كما قامت بإنتاج العديد من الأعمال الناجحة والخالدة. كما كانت تضم محلات لبيع الفيديو أغلقت مؤخرا واقتصرت على التوزيع فقط. كما كانت الشركة النواة لتأسيس قناة فنون المتخصصة بالكوميديا وذلك قبل بيعها.